# 维多利亚体育俱乐部 (巴西)
维多利亚体育俱乐部，简称维多利亚，为巴西巴伊亚州萨尔瓦多市的一个足球俱乐部，成立于1899年。

## 主要荣誉
- 东北杯足球赛
  - 冠军：1997, 1999, 2003, 2010
- 巴伊亚州足球锦标赛
  - 冠军：1908, 1909, 1953, 1955, 1957, 1964, 1965, 1972, 1980, 1985, 1989, 1990, 1992, 1995, 1996, 1997, 1999, 2000, 2002, 2003, 2004, 2005, 2007, 2008, 2009, 2010
- 巴西杯
  - 亚军：2010